# Samuel Warren (giurista)
Samuel Dennis Warren II, noto anche con lo pseudonimo di Samuel D. Warren (Boston, 25 gennaio 1852 – Dedham, 19 febbraio 1910), è stato un giurista e avvocato statunitense.